# イケナイ妹Life
『イケナイ妹Life』（イケナイまいライフ）は、日本のアダルトゲームブランド・スワンマニアが2007年9月21日に発売した18禁アドベンチャーゲーム。

## 概要
有限会社アセンドアイの廉価版ブランドの一つ・スワンマニアの第6作。第3作「淫妹LOVE」と同様に兄妹間の近親相姦を主題としているが「淫妹LOVE」のようにアンモラルな感情へ訴える展開は少なく、主人公に甘えて来る妹の可愛らしさやコスプレを始めとする萌え要素に重点が置かれた内容となっている。
また、本作では「主人公視点」にこだわっていることをシステム上のセールスポイントにしており、妹の立ち絵で主人公より背が低いことを強調するため見上げる仕草を導入したり、イベントシーンで主人公と妹の台詞を別々のふきだしで表示するなどの工夫が凝らされている。

## 登場人物
舞佳（まいか）
主人公の妹。早くに両親を亡くし、唯一の肉親として支え合いながら生活していたが、ある出来事を契機に主人公と互いの体を求め合う関係になってしまう。

## スタッフ
- シナリオ - 月待兎
- 原画 - 桃竜
- 音楽 - Arp、ジン